# Bidens grantii
Bidens grantii là một loài thực vật có hoa trong họ Cúc. Loài này được (Oliv.) Sherff mô tả khoa học đầu tiên năm 1915.